# Twieflingen
Twieflingen là một đô thị của in the huyện Helmstedt, bang Niedersachsen, Đức. Đô thị này có diện tích 18,78 km².